# Blepharis kuriensis
Blepharis kuriensis är en akantusväxtart som beskrevs av Friedrich Vierhapper. Blepharis kuriensis ingår i släktet Blepharis och familjen akantusväxter. Inga underarter finns listade i Catalogue of Life.